# جاك ييتس (لاعب كرة قدم)
جاك ييتس (بالإنجليزية: John Yates)‏ هو لاعب كرة قدم بريطاني (وحمل سابقاً جنسية المملكة المتحدة لبريطانيا العظمى وأيرلندا) في مركز الهجوم، ولد في 3 يناير 1861 في بلاكبرن في المملكة المتحدة، وتوفي في 1 يونيو 1917 في برمنغهام في المملكة المتحدة بسبب سرطان. شارك مع منتخب إنجلترا لكرة القدم. أما مع النوادي، فقد لعب مع أكرينغتون ونادي بيرنلي وBlackburn Olympic F.C. ‏.

## وصلات خارجية
- جون ييتس على موقع قاعدة بيانات كرة القدم.إي يو (الإنجليزية)
- جون ييتس على موقع ناشيونال فوتبول تيمز (الإنجليزية)